# Дмитрук Василь Михайлович
Василь Михайлович Дмитрук (1919, село Лука, тепер Житомирського району Житомирської області — ?) — радянський комсомольський і партійний діяч, 1-й секретар Дрогобицького обласного комітету ЛКСМУ, 1-й секретар Бориславського міськкому КПУ.

## Життєпис
У 1939 році закінчив Бердичівський вчительський інститут Житомирської області, здобув спеціальність вчителя математики неповної середньої школи.
У 1939—1940 роках — вчитель математики неповної середньої школи села Антоновичі Словечанського району Житомирської області.
У 1940—1942 роках — рядовий 55-ї стрілецької дивізії РСЧА.
У 1942—1943 роках — комсомольський організатор (комсорг) ЦК ВЛКСМ ремісничого училища № 4 міста Казані Татарської АРСР.
У 1943 році працював інструктором Татарського обласного комітету ВЛКСМ у місті Казані.
У 1943—1944 роках — 1-й секретар Троїцького районного комітету ЛКСМУ Ворошиловградської області.
У 1944 році — 1-й секретар Самбірського міського комітету ЛКСМУ Дрогобицької області.
У 1944—1946 роках — 1-й секретар Бориславського міського комітету ЛКСМУ Дрогобицької області.
Член ВКП(б) з 1946 року.
З серпня по жовтень 1946 — секретар Дрогобицького обласного комітету ЛКСМУ із кадрів.
29 жовтня 1946 — 1948 року — 1-й секретар Дрогобицького обласного комітету ЛКСМУ.
У лютому 1956 — грудні 1958 року — 2-й секретар Бориславського міського комітету КПУ Дрогобицької області.
У грудні 1958 — після 1963 року — 1-й секретар Бориславського міського комітету КПУ Львівської області.
Подальша доля невідома.

## Нагороди
- орден Трудового Червоного Прапора (23.01.1948)
- медаль «За перемогу над Німеччиною у Великій Вітчизняній війні 1941—1945 рр.» (1945)
- медалі